# Within the Law (1923)
Within the Law is een Amerikaanse dramafilm uit 1923 onder regie van Frank Lloyd. Destijds werd de film in Nederland uitgebracht onder de titel Aan de grens der wet.

## Verhaal
De winkelbediende Mary Turner wordt veroordeeld tot een gevangenisstraf voor een misdaad die ze niet heeft gepleegd. Na haar vrijlating wil ze zich wreken op haar voormalige werkgever Edward Gilder. Ze kan geen werk vinden en ze begint geld af te troggelen van oudere mannen. Ze gebruikt daarbij alleen maar methoden die binnen de wet vallen. Uiteindelijk versiert ze de zoon van Edward Gilder. Als hij erachter komt dat zijn zoon van plan is om trouwen met Mary, wil hij haar doen opdraaien voor een inbraak.

## Rolverdeling
| Acteur             | Personage               |
| ------------------ | ----------------------- |
| Norma Talmadge     | Mary Turner             |
| Lew Cody           | Joe Garson              |
| Jack Mulhall       | Richard Gilder          |
| Eileen Percy       | Aggie Lynch             |
| Joseph Kilgour     | Edward Gilder           |
| Arthur Stuart Hull | George Demarest         |
| Helen Ferguson     | Helen Morris            |
| Lincoln Plumer     | Sergeant Cassidy        |
| Tom Ricketts       | Generaal Hastings       |
| Ward Crane         | Eddie                   |
| Catherine Murphy   | Secretaresse van Gilder |
| DeWitt Jennings    | Inspecteur Burke        |
| Lionel Belmore     | Irwin                   |
| Eddie Boland       | Darcy                   |